# Ситуационна комедия
Ситуационната комедия или още наричана ситком (на английски: situation comedy, sitcom) е вид комедия, възникнала в радиотеатъра, но най-често срещана в телевизията. Традиционно тези комедии са разделени на епизоди, които са самостоятелни и развитието на действието във всеки от тях свършва с края на епизода. Обединяват ги еднаквите главни действащи лица и фонът на действието, който е строго определен и ограничен – дом, офис, клуб.
Този вид комедия е възникнала в САЩ и е разпространена в Британската общност – Канада, Нова Зеландия, Австралия.

## Популярни ситуационни комедии
Един от първите успешни сериали в този жанр е „Обичам Люси“ (1951 – 1957), с участието на Люсил Бол и Дези Арнес. През 2012 г. списание People избира „Обичам Люси“ за „най-добър сериал на всички времена“.
Измежду другите известни ситкоми са „Шоуто на Дик Ван Дайк“, „Островът на Гилиган“, „Ало, ало!“, „Шеметен град“, „Приятели“, „Военнополева болница“, „Как се запознах с майка ви“, „Семейният тип“, „Принцът от Бел Еър“, „Фолти Тауърс“, „Семейство Симпсън“, „Шоуто на Фил Силвърс“, „Шоуто на Козби“, All in the Familly, „Всички обичат Реймънд“, „Кола 54, къде си?“, „Женени с деца“, „Джоуи“, Bewitched, „Сайнфелд“, „Бар Наздраве“, „Алф“, „На гости на третата планета“, „Сибил“, „Напълно непознати“, „Свалки“, „Мърфи Браун“, „Стъпка по стъпка“, „Джеси“, „До смърт“, „Теория за Големия взрив“, „Смешно отделение“, „Офисът“, „Фрейзър“, „Уил и Грейс“, „Дарма и Грег“, „Двама мъже и половина“, канадския „Аз и Дерек“, „Хана Монтана“, „Щурите съседи“, „Малкълм“, „Гувернантката“, „Осем прости правила“ и „Модерно семейство“.

## Формат
Стандартният формат за сериите в САЩ е с продължителност 20 – 22 минути, като оставащото време до половин час се запълва от излъчваните от ТВ канала реклами. В Европа (включително в България) е приет стандартът на BBC, който е 27 минути за епизод. Традиционно един епизод на ситком се излъчва със съпровождаща звукова пътека със смях, възклицания и други зрителски реакции. Тези реакции могат да бъдат както предварително записани и добавени към саундтрака на серията, така и записани на живо по време на заснемането на серията пред студийна публика.

## „Новата вълна“ в ситкомите
Напоследък се забелязва тенденцията някои ситкоми да се излъчват без зрителски реакции зад кадър. Такива са „Смешно отделение“, „Офисът“, „Развитие в застой“, Curb Your Enthusiasm, „Модерно семейство“, „Шитс Крийк“ и други, които възприемат и нов начин на снимане – с една камера. Този метод на снимки се доближава повече до подхода при снимките на игрален филм и се отличава от класическия метод за мултикамерно (обикновено с 3 камери) заснемане на ситком. В резултат крайният продукт се различава чувствително от традиционен ситком и дори може да бъде класифициран като такъв с много уговорки.
Въпреки доброто му приемане от критиката и частичния зрителски успех (най-вече на „Офисът“, който е американски римейк на едноименния британски ситком), този нов тип ситкоми не се радва на масова популярност. Най-гледаният ситком в първото десетилетие на 21 век са „Двама мъже и половина“ и „Как се запознавах с майка ви“.
Най-успешните в комерсиално отношение (и най-гледани) ситкоми от втората половина на двадесети век са „Шоуто на Дик Ван Дайк“, „Военнополева болница“, „Шоуто на Мери Тайлър Мор“, „Семейство Джеферсън“, „Кагни и Лейси“, „Бар Наздраве“, „Сайнфелд“, „Фрейзър“, „Приятели“ и „Всички обичат Реймънд“.

## Производство в САЩ
Практиката в САЩ е да се излъчи един пилотен епизод, който, ако постигне необходимия рейтинг, получава „зелена светлина“ от студиото. Ситкомът влиза в производство и започва да се излъчва всяка седмица в строго определен, запазен за него ден и час. Един сезон се състои обикновено от 24 епизода, като пилотният се води „нулев“, т.е. не се брои в номерацията на сериите, а последният обикновено е от две части. При достатъчен зрителски интерес ситкомът влиза в продукция на втори сезон. Честа практика обаче е за един ситком да не дочака дори края на първия си сезон и да бъде спрян. Всъщност това се случва с повечето нови сериали. От приблизително 10 нови сериала най-много един се утвърждава, намира нишата си в зрителското пространство и се превръща в хит („Приятели“ има 10 сезона).

## Производство във Великобритания
Във Великобритания в наши дни продължителността на сезоните е много по-малка от тази в САЩ, именно 6 серии на „сезон“. При това най-често всички серии са написани от един-единствен сценарист, който е и създателят на сериала. Такъв е случаят с „Офисът“ (оригиналната версия, продуцирана и с участието на Рики Джервейз) и „Свалки“. И двата ситкома правят силно впечатление с иновативния си стил в САЩ и в резултат биват заснети техни американски версии. Това са „Офисът“, вече със Стив Карел, и „Свалки по американски“. Докато първият стартира много силно, вторият е прекратен бързо. За да се избегне спорната (най-вече в творчески план) практика да се адаптират британски сериали за американската публика, американският кабелен лидер HBO директно съпродуцира с BBC следващия проект на Рики Джервейз – „Статисти“.

## Български ситкоми
В България са произведени малък брой ситуационни комедии. Сред тях са: „Клиника на третия етаж“, „Морска сол“, „Камера! Завеса!“(6-сер. тв, 2002 – 2003), „Тесни обувки“ и „Тя и той“ (българска адаптация на френски сериал). След дълъг период на отсъствие на родни ситкоми от българския ефир, през 2011–2012 г. се произвеждат и излъчват цели два нови проекта – „Домашен арест“ и „Женени с деца в България“. Двата сериала биват свалени от ефир след година. През 2017–2019 г. Нова телевизия излъчва ситкомите „Ние, нашите и вашите“ и „Г-н X и морето“. През 2020 г. Нова телевизия излъчва ситкома "All Inclusive".